# Wherever You Go
A Wherever You Go című dal az amerikai-német származású Sydney Youngblood 2. kimásolt kislemeze a Passion, Grace and Serious Bass... című stúdióalbumról. A dal slágerlistás helyezést nem ért el.

## Megjelenések
CD Single  Circa – 664 742
1. Wherever You Go (Femifem Radio Version) 3:34 Remix – Femi
2. Wherever You Go (Femifem Mix) 4:55 Remix – Femi
3. Wherever You Go (Original) 5:35
4. Feels Like Forever 4:45 Featuring – Elaine Hudson

## Közreműködő előadók
- Fényképezte – Pierre Wintner
- Producer – Claus Zundel
- Írta – C. Zundel, M. Staab, R. Hamm, S. Youngblood